# Баївська сільська рада
Баївська сільська рада — колишня адміністративно-територіальна одиниця та орган місцевого самоврядування у Луцькому районі Волинської області з адміністративним центром у с. Баїв.
Припинила існування 16 листопада 2017 року через об'єднання до складу Боратинської сільської громади Волинської області. Натомість утворено Баївський старостинський округ при Боратинській сільській громаді.

## Населені пункти
Сільській раді підпорядковувались населені пункти:
- с. Баїв
- с. Городище
- с. Цеперів

## Склад ради
Рада складалась з 14 депутатів та голови.

## Керівний склад сільської ради
| ПІБ                          | Основні відомості                                                 | Дата обрання | Дата звільнення |
| ---------------------------- | ----------------------------------------------------------------- | ------------ | --------------- |
| Шевчук Олег Євгенович        | Сільський голова, 1960 року народження, освіта, безпартійний      | 26.03.2006   | 31.10.2010      |
| Сметана Валентина Миколаївна | Сільський голова, 1961 року народження, освіта вища, позапартійна | 31.10.2010   |                 |

Кравчук Оксана Олександрівна
Сільський голова, 1984 року народження, освіта вища, позапартійна
Дата обрання: 25.10.2015 р.
Примітка: таблиця складена за даними джерела

## Населення
Згідно з переписом УРСР 1989 року чисельність наявного населення сільської ради становила 1628 осіб, з яких 763 чоловіки та 865 жінок.
За переписом населення України 2001 року в сільській раді мешкало 1678 осіб.

### Мова
Розподіл населення за рідною мовою за даними перепису 2001 року:
| Мова       | Відсоток |
| ---------- | -------- |
| українська | 99,05 %  |
| російська  | 0,95 %   |